# Lagny-sur-Marne
Lagny-sur-Marne – miejscowość i gmina we Francji, w regionie Île-de-France, w departamencie Sekwana i Marna.
Według danych na rok 1990 gminę zamieszkiwały 18 643 osoby, a gęstość zaludnienia wynosiła 3259 osób/km² (wśród 1287 gmin regionu Île-de-France Lagny-sur-Marne plasuje się na 160. miejscu pod względem liczby ludności, natomiast pod względem powierzchni na miejscu 628.).
W miejscowości tej urodził się togijski kajakarz górski Benjamin Boukpeti, brązowy medalista Igrzysk Olimpijskich w Pekinie oraz francuski piłkarz Paul Pogba.